# 菅季治
菅 季治（かん すえはる、1917年（大正6年）7月19日 - 1950年（昭和25年）4月6日）は、日本の哲学者。シベリア抑留後、徳田要請問題に巻き込まれ悲劇的最期を遂げた人物として知られる。

## 略歴
愛媛県宇摩郡津根村（現四国中央市）で父勝吉・母ツ子の7人兄弟姉妹の三男として生まれ、5歳で北海道常呂郡野付牛町（現・北見市）に移住。父母は染物屋「三吉堂染舗」を経営し、近在の木材工場の印伴天や漁場の大漁旗を一手に引き受けていた。地元の小学校、野付中学校（現・北見北斗高等学校）を卒業し、1935年（昭和10年）に東京高等師範学校文科に入学、3学年終了後、東京文理科大学哲学科に入学し、務台理作、田中美知太郎に師事し、ギリシャ哲学、ヘーゲル哲学を学ぶ。1941年3月に卒業後すぐに旭川師範学校教諭となって翌年9月まで「公民科」「教育」の授業を担当。
1942年11月、西田幾多郎、田辺元のいる京都帝国大学大学院哲学科へ進学し、1943年（昭和18年）3月からは京都府立第五中学校（現京都府立山城高等学校)嘱託として数学、物理、英語を教える。同年11月30日召集され、満州に渡る。現地では見習士官で敗戦を迎えたが、ソ連軍の捕虜となり、カザフスタンのカラガンダ地方に抑留された。そのさいソ連側は菅の語学力に目をつけ、ソ連軍将校の通訳とした。1949年（昭和24年）11月に復員後、いちど郷里の北海道に戻ったが、翌1950年（昭和25年）早々に上京。母校（東京文理科大学）の聴講生となる。
しかし、上京して間もない同年2月中旬、日本共産党の徳田球一が在外同胞引き揚げの妨害をしたとする「徳田要請問題」が彼の身に降りかかった。これは「徳田書記長から、捕虜が民主的な分子となってから還してくれるようにという要請がきている」との発言をシベリア収容所のソ連将校から聞いた抑留者が帰国後に真相究明を求めて衆議院に訴えたもので、この問題に際し、彼は抑留時、意図的に誤った翻訳をしたのではないかという嫌疑を掛けられ、国会で証人喚問を受けることになる。菅は「要請」について否定も肯定もせず「将校の講話は（徳田の言葉の引用については）『反動分子としてではなくて、よく準備された民主主義者として帰国するように期待している』というものであった」、「ナデーエツァというロシア語には『期待する』という意味はあるけれども『要請する』という意味はない」という内容の手記を参議院に提出し、共産党機関紙『アカハタ』はこれをもって「徳田要請は否定された」とした（菅はこの件で共産党に対し抗議した）。また、このとき「天皇制についてどう思うか」と問われ、菅が「天皇制に対して私は批判的です」と答えると、「（天皇制を認めている日本）共産党以上の本物の共産党じゃないか」と罵倒されている。
続いて同年4月5日に菅は衆議院に証人喚問された。このときハルビン学院の第一期卒業生を自称する調査員が登場し「訳したければ『期待する』と訳すことも可能だが『要請する』と答えるのが自然だ」として、「菅は『要請』というロシア語を（恣意的に）『期待』と訳したのではないか」と厳しい質問を浴びせ（菅があたかも共産党のシンパであるかのようにアピールし、その証言が信用できないことを印象づける戦術であった）、菅は精神的に追い込まれた。この結果、翌4月6日の夜、彼は自宅近くの吉祥寺駅付近で鉄道自殺を遂げた。このとき、同居する弟の学生服の上着を着て、ポケットには岩波文庫の『ソクラテスの弁明』が入っていたという。友人の石塚為雄と弟の忠雄に宛てた遺書には、自らの身の潔白と、事実が通らないことに対する絶望が書かれていた。享年32。
菅の自殺事件は社会的に大きな反響を呼び、木下順二がこの事件をテーマとする戯曲『蛙昇天』（背景も含めすべて蛙の世界の出来事に置き換えたもの）を書いている。またこの事件は証人喚問が証人自身に多大なる精神的苦痛を与えた例とされ、これ以降、国会は菅のような一般人に対する証人喚問には慎重な姿勢を取っている。

## 論文
- 菅季治「弱い魂:遺稿「人生の論理」より」『改造文芸』第2巻第5号、改造社、1950年5月、76-85頁、CRID 1520291855213209344。

## 著書
- 『語られざる真実 : 菅季治遺稿』筑摩書房 (1950)
- 『人生の論理一文芸的心理学への試み』草美社 (1950)

## 関連書・論文
- 木下順二『風浪・蛙昇天』岩波書店 (1982/7/16)
- 田村重見・石塚為雄『友その生と死の証し : 哲学者菅季治の生涯』私家版 (1987/12/4)
- 澤地久枝『私のシベリア物語』新潮社 (1988/05)
- 多田茂治『内なるシベリア抑留体験：石原吉郎・鹿野武一・菅季治の戦後史』社会思想社1994年
- 北海道新聞『はるかなシベリア 戦後50年の証言』北海道新聞社(1995)
- 澤地久枝『昭和・遠い日 近いひと』文藝春秋社（1997.5）
- 平澤是曠『哲学者菅季治』すずさわ書店 (1998/02)
- 小田切正「菅 季治 : 「文芸的心理学への試み」序説(その1)」『情緒障害教育研究紀要』第13巻、北海道教育大学教育学部旭川校特殊教育特別専攻科障害児教育研究室、1994年3月、1-12頁、doi:10.32150/00007887、ISSN 0287-914X、CRID 1390013352873869440。
- 小田切正「菅季治 : 「文芸的心理学への試み」序説(その2)」『情緒障害教育研究紀要』第14巻、北海道教育大学教育学部旭川校特殊教育特別専攻科障害児教育研究室、1995年3月、138-152頁、doi:10.32150/00007930、ISSN 0287-914X、CRID 1390013352873835520。
- 小田切正「管季治 : 「文芸的心理学への試み」序説(その3)」『情緒障害教育研究紀要』第15巻、北海道教育大学教育学部旭川校特殊教育特別専攻科障害児教育研究室、1996年3月、217-230頁、doi:10.32150/00007959、ISSN 0287-914X、CRID 1390576302827260544。
- 小田切正「菅季治 : 「文芸的心理学への試み」序説(その4)」『情緒障害教育研究紀要』第17巻、北海道教育大学教育学部旭川校特殊教育特別専攻科障害児教育研究室、1998年2月、225-234頁、doi:10.32150/00008018、ISSN 0287-914X、CRID 1390294827850602752。
- 小田切正「菅季治 : 「文芸的心理学への試み」序説(その5)」『情緒障害教育研究紀要』第18巻、北海道教育大学教育学部旭川校特殊教育特別専攻科障害児教育研究室、1999年2月、207-218頁、doi:10.32150/00008046、ISSN 0287-914X、CRID 1390857777804061056。
- 小田切正「菅 季治 ; 「文芸的心理学への試み」序説(その6)」『情緒障害教育研究紀要』第19巻、北海道教育大学教育学部旭川校特殊教育特別専攻科障害児教育研究室、2000年2月、263-270頁、doi:10.32150/00008081、ISSN 0287-914X、CRID 1390576302827351808。
- 小田切正「菅 季治 ; 「文芸的心理学への試み」序説(その7)」『情緒障害教育研究紀要』第20巻、北海道教育大学教育学部旭川校特殊教育特別専攻科障害児教育研究室、2001年2月、265-274頁、doi:10.32150/00008118、ISSN 0287-914X、CRID 1390013352873918336。